# Sphaeropoeus inermis
Sphaeropoeus inermis är en mångfotingart som beskrevs av Jean-Henri Humbert 1865. Sphaeropoeus inermis ingår i släktet Sphaeropoeus och familjen Zephroniidae. Inga underarter finns listade i Catalogue of Life.